# Bělokur
Bělokur (Lagopus) je rod hrabavých ptáků z podčeledi tetřevů (Tetraoninae). K tomuto rodu se dnes počítají tři druhy, bělokur rousný (Lagopus lagopus), bělokur horský (Lagopus muta) a bělokur běloocasý (Lagopus leucurus). Všechny tři druhy žijí v tundře, a to v severní Eurasii, na Aljašce a v severní Kanadě.

## Popis
Jsou to zavalití hrabaví ptáci, s výjimkou bělokura skotského bíle opeření. Jsou to otužilí vegetariáni, ačkoli mláďata ve vývinu pojídají i hmyz.

## Výskyt
Bělokuři žijí v tundře na severní polokouli v Evropě, Asii a Severní Americe.

## Druhy
| Žijící druhy bělokura                               | Žijící druhy bělokura  | Žijící druhy bělokura | Žijící druhy bělokura |
| Český a latinský název                              | Obrázek                | Popis | Výskyt a status |
| --------------------------------------------------- | ---------------------- | --- | --- |
| bělokur rousný Lagopus lagopus Linné, 1758          | Willow ptarmigan       | Letní: mramorovaná hnědá a narezlá s černým ocasem a bílým břichem; zimní: většina poddruhů má bíle zbarvené opeření, s nímž kontrastuje černý ocas. | 10-20 poddruhů. Celoarktické rozšíření v lesních a mokřinách severní Eurasie a Severní Ameriky. Status: LC, málo dotčený.              |
| bělokur horský Lagopus muta Montin, 1781            | Rock ptarmigan         | Letní: šedá a hnědá svrchní část; zimní: bílé opeření. Jeho biotop je na rozdíl od bělokura rousného ve vyšších a pustějších polohách.               | 20-30 poddruhů. Arktická a subarktická Eurasie a Severní Amerika, na kamenitých horských svazích a v tundře. Status: LC, málo dotčený. |
| bělokur běloocasý Lagopus leucurus Richardson, 1831 | White-tailed ptarmigan | Letní: šedohnědé a kropenaté opeření, bílý ocas; zimní: bílé opeření. Samce lze rozeznat podle červenavého víčka. Nejmenší z bělokurů.               | Vysokohorské oblasti nad čárou lesa v Severní Americe, od Aljašky a západní Kanady až po Nové Mexiko. Status: LC, málo dotčený.        |